# Cuckquean
Cuckquean ou mulher corna é a esposa de um marido adúltero (ou parceiro para companheiros não casados) e o oposto de gênero de um corno.
Em biologia evolutiva, o termo também é aplicado a fêmeas que investem esforço parental em descendentes que não são geneticamente seus. Uma prática semelhante dentro de uma família é chamada de wittoldry. O termo é derivado do Inglês moderno inicial datado de 1562 d.C. e é composto dos termos cuck "alguém cujo parceiro é infiel" e quean "mulher de má reputação".

## Cuckqueanry como fetiche
Uma fetichista cuckquean tem ciência da atividade de seu parceiro, por vezes incentivando-a ativamente, e extrai prazer sexual disso. Entre alguns fetichistas, a humilhação ou a vitimização da cuckquean é um elemento importante da parafilia.
Na subcultura fetichista do cuckqueaning, o homem assume o papel de ser sexualmente dominante, enquanto a Mulher desempenha um papel submisso. A esposa normalmente só se envolve com o homem ou com seu(s) amante(s) quando este o permite — às vezes permanecendo completamente em Celibato.[carece de fontes?]
No cuckqueaning, o homem é conhecido como o hothusband e a outra mulher como cuckcake. O cuckqueaning é frequentemente denominado hothusbanding.
A cuckqueanry, assim como a cornudagem, é comumente retratada como uma fantasia sexual heteronormativa e/ou uma atividade desempenhada entre marido e esposa, mas pode envolver diversas orientações de gênero e sexuais. Quando o fetiche é simplesmente andròfilo ou heterossexual, a esposa mantém relações sexuais apenas com o marido; quando é bissexual, pode ter relações tanto com o marido quanto com a outra mulher (ou mulheres).[carece de fontes?]
As especificidades do fetiche podem variar amplamente. Às vezes, o marido e seus amantes tratam a cuckquean com carinho; outras vezes, envolve apenas swinging, troca de maridos ou compartilhamento de um amante. Porém, quando vai além disso, o fetiche pode requerer que a cuckquean seja humilhada ou rebaixada. Por vezes isso ocorre de forma acidental ou incidental (por exemplo, quando as partes envolvidas estão demasiadamente excitadas para parar), mas em outras ocasiões a humilhação é intencional, e o marido e seus amantes encenam uma história ou realizam um ritual no qual forçam a cuckquean a executar atos humilhantes ou a se envolver em circunstâncias que a rebaixem. Em muitos relacionamentos de cuckqueaning, as mulheres fantasiam que seus parceiros engravidem outras mulheres.[carece de fontes?]